# Kuzma Kovačić
Kuzma Kovačić (Hvar, 6. lipnja 1952.), hrvatski akademski kipar i akademik.

## Životopis
Nakon završetka gimnazije u Hvaru studirao je na Akademiji likovnih umjetnosti u Zagrebu gdje je i diplomirao kiparstvo 1976. godine. Od onda je izlagao na četrdesetak samostalnih izložaba i mnogim skupnim izložbama u domovini i inozemstvu. Bavi se svim kiparskim disciplinama i tvorivima.
Djela mu se nalaze u najznačajnijim galerijama i muzejima u Hrvatskoj te u Vatikanu.
Autor je brojnih spomenika i javnih skulptura te sakralnih djela, kao što su: vratnice i oltar Hvarske katedrale, Oltar domovine na Medvedgradu, spomenik papi Ivanu Pavlu II. u Selcima na Braču, spomenik Franji Tuđmanu u Škabrnji, kipovi Franje Tuđmana i Dražena Petrovića u Zagrebu, spomenici Antunu pl. Mihanoviću u Gatima iznad Omiša, fra Pavlu Vučkoviću u Sinju, oltarni reljef Vječne proslave u crkvi Sv. Mati Slobode u Zagrebu i drugi. Također, autor je optjecajnog kovanog novca, prvog zlatnog i srebrenog novca te drugih zlatnika i srebrnjaka Republike Hrvatske.
Nagrađen je s dvadesetak nacionalnih ili međunarodnih nagrada i priznanja. Dobitnik je tri državna odličja koja mu je dodijelio predsjednik Republike Hrvatske dr. Franjo Tuđman.
Redoviti je profesor kiparstva na Umjetničkoj akademiji Sveučilišta u Splitu.
Predsjednik je ogranka Matice hrvatske u Hvaru, redoviti član Družbe "Braća Hrvatskoga Zmaja", a niz godina bio je član Upravnog odbora Hrvatskoga kulturnog vijeća.
Oblikovao je Hrvatske kune (kovanice) od: 1,2,5,10,20,50 lipa i 1,2,5 i 25 kuna.

## Nagrade i priznanja
- Godišnja nagrada za umjetnost Slobodne Dalmacije (1982., 1991.)
- Vjesnikova godišnja nagrada za likovne umjetnosti »Josip Račić« (1996.)
- Godišnja državna nagrada za umjetnost »Vladimir Nazor« (1991.)
- Red Danice hrvatske s likom Marka Marulića (1995.)
- Red hrvatskog pletera (1999.)
- Godišnja nagrada Splitsko-dalmatinske županije za kulturu i umjetnost (2002.)
- Nagrada Galerije Forum (2010.)[3]
- Međunarodna nagrada »Fontane di Roma« (2017.)